# Tali Noy
Tali Noy (in ebraico טלי נוי‎?; Hadera, 25 novembre 1974) è un'ex cestista israeliana.

## Carriera
Con Israele ha disputato i Campionati europei del 2003.